# Angelina Muniz
Pour les articles homonymes, voir Muniz.
Angelina Maria Muniz Zagari (née le 21 mars 1955  à Rio de Janeiro, dans l'État de Rio de Janeiro) est une actrice brésilienne.

## Filmographie partielle

### Cinéma
- 1978 : Fim de Festa
- 1978 : As Borboletas Também Amam
- 1978 : O Inseto do Amor
- 1979 : O Sol dos Amantes
- 1979 : Nos Embalos de Ipanema
- 1979 : Amante Latino
- 1980 : O Grande Palhaço
- 1981 : Karina, Objeto do Prazer

### Télévision
- 1978 : Sinal de Alerta : Rita
- 1980 : Plumas e Paetês : Cláudia
- 1980 : Pé de Vento : Mila
- 1981 : Jogo da Vida (telenovela) : Flávia Navarro "Jacaroa do Pantanal
- 1982 : A Força do Amor : Hilda
- 1983 : Final Feliz… Gláucia
- 1984 : Vereda Tropical : Angelina
- 1985 : Uma Esperança no Ar : Ana
- 1987 : Sassaricando : Isabel (Bel)
- 1990 : Gente Fina : Dinorah
- 1994 : Éramos Seis… Karime
- 1995 : Sangue do Meu Sangue : Zulmira
- 1996 : Dona Anja : Maria Helena
- 1999 : Tiro e Queda : Lúcia
- 2001 : O Direito de Nascer : Condessa Victória
- 2005 : Bang Bang (telenovela)… Violeta Bolívar
- 2006 : Bicho do Mato : Francisca
- 2007 : Louca Família : Alcina
- 2007 : Caminhos do Coração : Cassandra Fontes Martinelli
- 2008 : Os Mutantes - Caminhos do Coração : Cassandra Fontes Martinelli
- 2008 : Louca Família : Gisela "Gigi" Perez Pinheiro
- 2009 : Louca Família - O Casamento de Jarilene : Gisela "Gigi" Perez Pinheiro
- 2009 : Louca Família : Gisela "Gigi" Perez Pinheiro
- 2010 : Ribeirão do Tempo : Leia Pelago
- 2010 : Show do Tom - Pousada da Jarilene : Valeruska

## Théâtre
- A Detetive Mágica[Quand ?]
- 1982 : Tchau Amor